# Espressione di genere
Si definisce espressione di genere l'insieme dei comportamenti, le apparenze, gli interessi e l'aspetto di una persona associati al genere in un particolare contesto culturale, in particolare facendo uso delle categorie di femminilità o mascolinità. Queste categorie si basano su stereotipi sul genere. L'espressione di genere include anche ruoli di genere.

## Definizioni
L'espressione di genere di solito riflette l'identità di genere di una persona (la sua percezione interiore del proprio genere), ma non è sempre così. L'espressione di genere è diversa e indipendente sia dall'orientamento sessuale che dal sesso biologico, ossia dalla conformazione di caratteri sessuali primari e secondari fin dalla nascita. Un'espressione di genere considerata atipica può essere descritta come "non conforme".
Negli uomini e nei ragazzi, l'espressione di genere tipica è descritta come virile, mentre l'espressione atipica effeminata. Nelle ragazze e nelle donne, l'espressione tipicamente maschile è definita maschiaccio (in inglese "tomboyish"). Nelle donne lesbiche e queer, le espressioni maschili e femminili sono chiamate rispettivamente "butch" e "femme". Una miscela di espressioni tipiche e atipiche può essere descritta come androgina. Un'espressione che non è né tipicamente femminile né maschile può essere descritto come neutrale rispetto al genere (gender-neutral) o indifferenziato.
In tutti i casi in cui non c'è conformità tra identità di genere e sesso biologico di parla si transessualità o transgenderismo.
Il termine espressione di genere compare, tra gli altri, nei Principi di Yogyakarta, che riguardano l'applicazione della legge internazionale sui diritti umani in relazione all'orientamento sessuale, all'identità di genere, alle espressioni di genere e alle caratteristiche sessuali.

## Confusione tra espressione di genere e sessualità
La mascolinità o femminilità di alcuni individui è spesso socialmente interpretata come indice di omosessualità. Tuttavia questa abitudine porta all'erronea convinzione che ci sia un collegamento fra orientamento sessuale ed espressione di genere.
Gli studi sugli adolescenti condotti da Stacey Horn hanno dimostrato che i ragazzi gay e le ragazze lesbiche che non avevano una espressione di genere conforme al loro sesso biologico erano considerate meno accettabili. Al contrario, gli individui che hanno espresso il loro genere seguendo quello che è socialmente riconosciuta come l'espressione tipica del loro sesso biologico, hanno subito in generale meno molestie e discriminazioni. D'altra parte, i maschi eterosessuali con una espressione di genere più femminile della media erano i più discriminati.
La teoria della "matrice eterosessuale" ideata dalla teorica del genere Judith Butler, sostiene che le persone spesso sviluppano la propria sessualità in relazione al loro sesso biologico e al genere apparente. Lisa Disch afferma che questo spiega perché le persone tendono ad sviluppare una propria espressione di genere basata sul sesso biologico e sulla propria sessualità.